# Saison 1961-1962 des FAR de Rabat
Pour un article plus général, voir Association sportive des FAR (football).
Maillots
Chronologie
Saison précédente Saison suivante
La saison 1961-1962 des FAR de Rabat est la quatrième de l'histoire du club. Elle débute alors que les militaires avaient remporté le championnat de la saison dernière. Le club est par ailleurs engagé en coupe du Trône.
Finalement, les FAR de Rabat sont éliminés au seizième de finale et atteignent la première place en championnat.
Le bilan en championnat des FAR de Rabat s'est terminé favorable car sur 26 matchs joués, ils en gagnent 12, en perdent 7 et cèdent 7 nuls pour 38 buts marqués et 25 encaissés.

## Contexte et résumé de la saison passée des FAR de Rabat
Durant la saison dernière, les FAR de Rabat remportent le championnat pour la première fois de son histoire avec au total plus de 59 points avec 13 victoires, 7 nuls et 6 défaites. Tandis qu'en coupe du Trône, les FAR de Rabat remportent leur premier match dans le cadre des seizièmes de finale face à une équipe dont on ne connait pas le nom par manque d'informations. Durant cette saison, la coupe du Trône s'est jouée en match aller-retour mais on ne connait aucun résultat pour les seizièmes de finale. Dans le cadre des huitièmes de finale lors du match aller se jouant à Rabat, les FAR écrasent le Raja de Beni Mellal sur un score de cinq buts à deux. Ensuite pour le match retour, les FAR battent à Beni Mellal le Raja de Beni Mellal sur le petit score de un but à zéro ce qui lui permet d’atteindre les quarts de finale et en comptant le total des buts, on peut dire que les FAR ont gagné sur le score de six buts à zéro. Pour le compte des quarts de finale, les FAR affrontent le Racing de Casablanca et dans le cadre du match aller les FAR remportent le match à Rabat sur le score de deux buts à un et pour le match retour à Casablanca, le Racing de Casablanca est encore battu mais cette fois-ci sur le score de un but à zéro donc en comptant le score des deux matchs, on peut dire que les FAR ont battu le Racing de Casablanca sur le score de trois buts à un.
L'aventure des FAR en coupe du Trône s’arrête en quarts de finale face au Wydad de Casablanca, lorsque celui-ci bat les FAR lors du match aller au Stade d'honneur à Casablanca sur le score de deux buts à zéro mais lors du match retour, les FAR réussirent à battre le Wydad de Casablanca lors d'un match très serré se terminant sur le score de un but à zéro en faveur des FAR. En additionnant les résultats des deux matchs, on voit bien que le Wydad de Casablanca a le plus gros score et élimine donc les FAR.
Au bilan lors de la saison dernière, les FAR de Rabat remportent le championnat avec comme dauphin le Maghreb de Fès et sont éliminés en quarts de finale par le Wydad de Casablanca.

## Saison
Lors de sa seconde saison, l'Association Sportive des Forces Armées Royales participera au championnat du Maroc et à la Coupe du Trône de football. Il participera donc qu'à deux compétitions.

### Championnat
Le championnat du Maroc de football 1961-1962 est la 6e édition du championnat du Maroc de football. Elle oppose quatorze clubs regroupées au sein d'une poule unique où les équipes se rencontrent deux fois, à domicile et à l'extérieur. En fin de saison, les deux derniers sont relégués et remplacés par les deux meilleurs clubs de GNF2, la seconde division marocaine.

#### Composition du championnat
Avec la relégation du Chabab Larache et du FUS de Rabat et la promotion du Stade Marocain et du Chabab Mohammédia, les FAR de Rabat se retrouvent donc en compagnie de treize autres équipes que sont:
L'E.J.S.C. : l'Étoile jeunesse sportive de Casablanca.
Le R.C.A. : le Raja Club Athletic.
Le W.A.C. : le Wydad Athletic Club.
Le M.C.O. : le Mouloudia Club d'Oujda.
Le M.A.T.: le Moghreb Athlétic de Tétouan.
Le K.A.C.M. : le Kawkab Athlétique Club de Marrakech.
La R.A.C : le Racing Athletic de Casablanca.
Le S.M. : le Stade Marocain.
Le K.A.C. : le Kénitra Athlétic Club.
Le T.A.S. : le Tihad Athlétique Sport.
Le M.A.S. : le Maghreb Association Sportive.
Le H.U.S.A. : le Hassania Union Sport d'Agadir.
et le S.C.C.M. : le Chabab Mohammédia.
Cette saison représente donc la quatrième année de football de l'histoire des FAR de Rabat, il s'agit surtout de sa troisième en première division. On peut signaler aussi la présence du Stade Marocain, club de la ville de Rabat. Le FUS de Rabat qui était présent en première division la saison dernière, est relégué en seconde division après s'être classée dernier avec 42 points.

#### Classement final
| Place | Club                 | Points | Joué | Victoire | Nul | Défaite | Buts pour | Buts contre |
| ----- | -------------------- | ------ | ---- | -------- | --- | ------- | --------- | ----------- |
| 1e    | FAR de Rabat         | 57     | 26   | 12       | 7   | 7       | 38        | 25          |
| 2e    | Racing Casablanca    | 56     | 26   | 8        | 4   | 14      | 26        | 27          |
| 3e    | Mouloudia d'Oujda    | 55     | 26   | 10       | 7   | 9       | 37        | 26          |
| 4e    | Maghreb de Fès       | 55     | 26   | 10       | 7   | 9       | 34        | 28          |
| 5e    | Kawkab de Marrakech  | 55     | 26   | 11       | 8   | 7       | 48        | 45          |
| 6e    | Wydad de Casablanca  | 54     | 26   | 10       | 8   | 8       | 29        | 26          |
| 7e    | Raja de Casablanca   | 53     | 26   | 10       | 9   | 7       | 35        | 28          |
| 8e    | Moghreb de Tétouan   | 51     | 26   | 8        | 9   | 9       | 30        | 34          |
| 9e    | KAC de Kénitra       | 51     | 26   | 9        | 10  | 7       | 23        | 28          |
| 10e   | Stade Marocain       | 51     | 26   | 9        | 10  | 7       | 31        | 37          |
| 11e   | Hassania d'Agadir    | 51     | 26   | 9        | 10  | 7       | 24        | 33          |
| 12e   | Chabab Mohammédia    | 50     | 26   | 6        | 8   | 12      | 33        | 35          |
| 13e   | Étoile de Casablanca | 46     | 26   | 4        | 10  | 12      | 30        | 36          |
| 14e   | TAS de Casablanca    | 43     | 26   | 3        | 12  | 11      | 25        | 35          |

### Coupe du Trône
La saison 1961-1962 de la coupe du Trône de football est la sixième éditions de la compétition. Ayant comme champion le Kénitra Athlétic Club lors de l'édition précédente, cette compétition est la seconde plus importante du pays. Étant une équipe de première division, les FAR débutent cette compétition en seizièmes de finale.

## Bilan
Au bilan durant cette saisons, les FAR de Rabat remportent pour une quatrième fois le championnat du Maroc de football avec plus de 57 point soit 12 victoires, 7 nuls et 7 défaites. Le dauphin des FAR de Rabat lors de cette saisons et le Racing de Casablanca qui celui-ci à 56 points. Le parcours des FAR en coupe du Trône a commencé en seizièmes de finale puisque ceux-ci sont en première division. Le résultat pour les seizièmes de finale est inconnu et on ne sait pas qui il a affronté également mais les FAR furent éliminés de cette compétition à ce stade pour la première fois de son histoire.

## Annexe
1. ↑  Seule la nationalité sportive est indiquée. Un joueur peut avoir plusieurs nationalités mais n'a le droit de jouer que pour une seule sélection nationale.
2. ↑  Seule la sélection la plus importante est indiquée.